# Francisco Gómez Garcia
Francisco Gómez García, més conegut com a Quico, (Sevilla, 4 de juliol de 1974 - març de 2004) va ser un futbolista andalús. Ocupava la posició de defensa.

## Carrera esportiva
Sorgeix del planter del Reial Betis. A la campanya 94/95 debuta amb el primer equip, disputant dos partits, al qual se sumaria un tercer a la temporada següent, ambdues a la màxima categoria.